# Tettigoniopsis ehikonoyama
Tettigoniopsis ehikonoyama is een rechtvleugelig insect uit de familie sabelsprinkhanen (Tettigoniidae). De wetenschappelijke naam van deze soort is voor het eerst geldig gepubliceerd in 1999 door Tabata & Kawakita.